# 王时敏
王時敏（1592年—1680年），初名赞虞，字逊之，号烟客，晚号西庐老人，直隸太倉州（今江蘇太倉市）人，明末清初画家。萬曆首輔王锡爵孙，翰林王衡独子。崇禎初年廕官為太常寺少卿，入清後不仕。
王時敏擅畫山水，少时学董其昌，并臨摹家藏宋元名作，以黄公望爲宗，笔墨含蓄，浑厚清逸，唯構圖略少變化。王時敏開創了山水畫的“婁東派”，對清代畫壇影響很大。他与王鑑、王翬、王原祁并称“四王”，加上惲壽平和吳歷，合称“清六家”。王翬、吳歷皆出其門下，孫王原祁亦得其指授。

## 生平
王时敏生于万历二十年八月十三日（1592年9月18日），祖父王锡爵爲榜眼及第，在万历朝曾任内阁首辅，富收藏，对宋、元名迹，无不精研。父王衡於万历二十九年（1601年）又中榜眼，授翰林院编修，工诗文书法。王时敏为王衡独子，祖父、父亲对其钟爱有加，并着力培养。
王时敏自幼聪慧，工诗文，善书法，在绘画方面尤有天赋，王锡爵因而延请名家董其昌为其指导。王时敏从摹古入手，尤宗黄公望山水，刻意临摹。
因祖父官居高位，王时敏未经科考，即以廕官出任尚宝司丞，升太常寺少卿，仍兼管尚宝司事。他淡泊仕途，更喜丹青，于崇祯五年（1632年）称病辞官，隐居西田别墅，潜心创作。

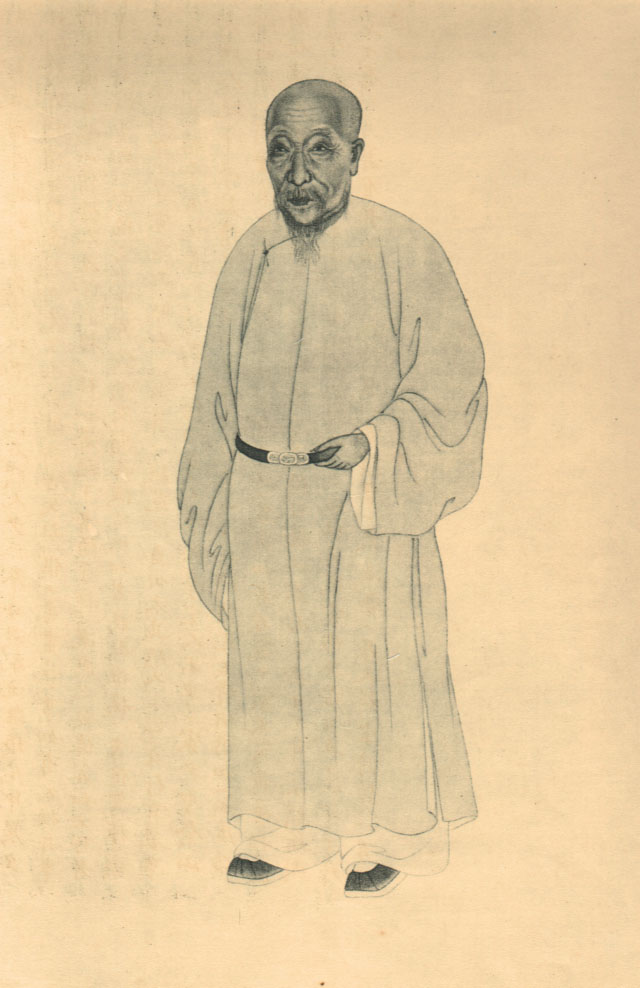
王時敏晚年像，《清代學者像傳》第一集

崇祯十七年（1644年），明亡，清军一路南下，王时敏归顺清廷，得以保全家业，但仍隐於山林，专著绘画，并培养子孙辈之学业。清康熙十九年六月十七日（1680年7月12日），王时敏卒于家中，享年89岁。《清史稿·艺术》有传。

## 繪畫
王时敏是清初宫廷画风的主要代表人物之一，与画家王翬、王鑑、王原祁并称“四王”。“四王”的山水画风影响整个清代。王时敏开创了山水画中的 “婁東派”。

## 作品
- 《浮嵐暖翠》軸，藏於台灣台北國立故宮博物院
- 《巖靜樂圖》，藏於台灣台北國立故宮博物院
- 《杜甫詩意圖》冊，藏於中國北京故宮博物院
- 《秋山白雲圖》，藏於中國北京故宮博物院
- 《虞山惜別圖》冊，藏於中國北京故宮博物院
- 《長白山圖》卷，藏於中國北京故宮博物院

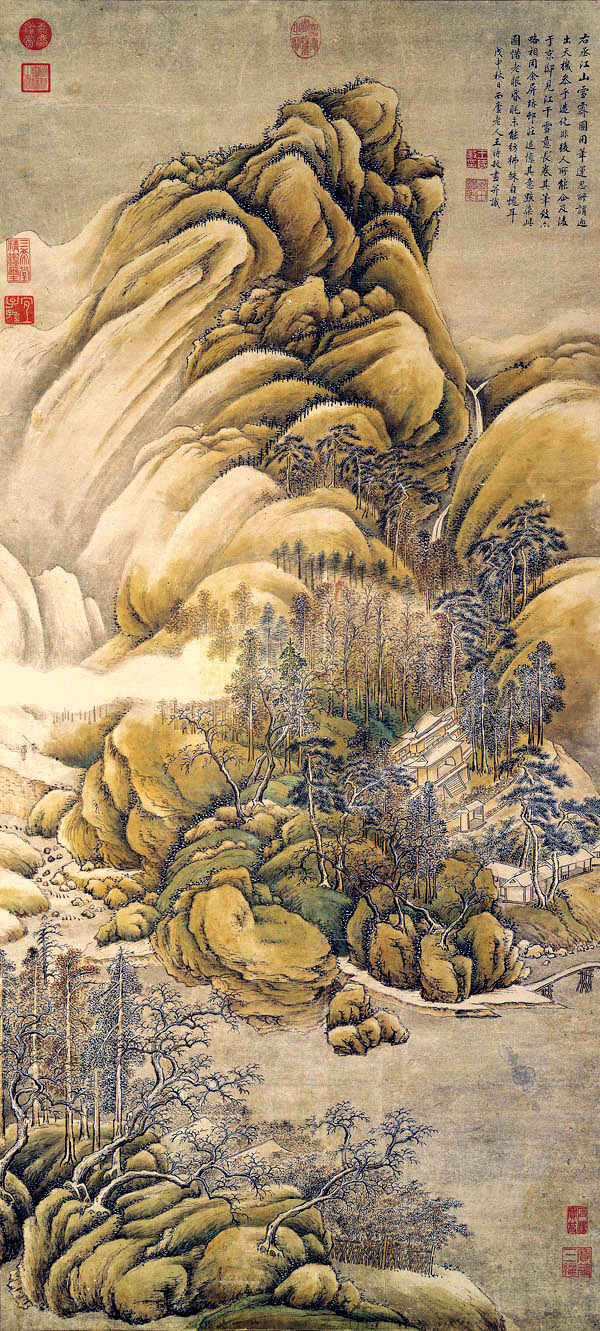
《仿王維江山雪霽》
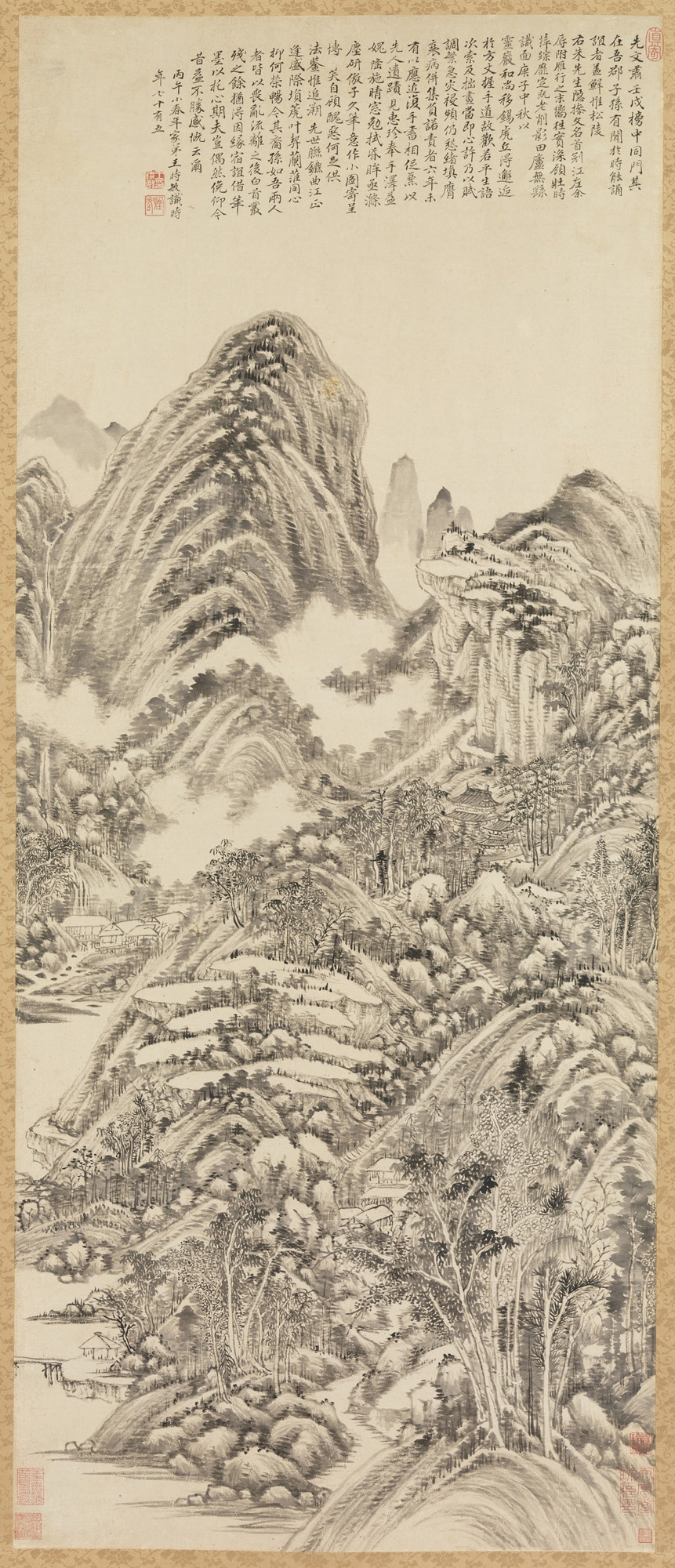
《仿黃公望山水圖》軸
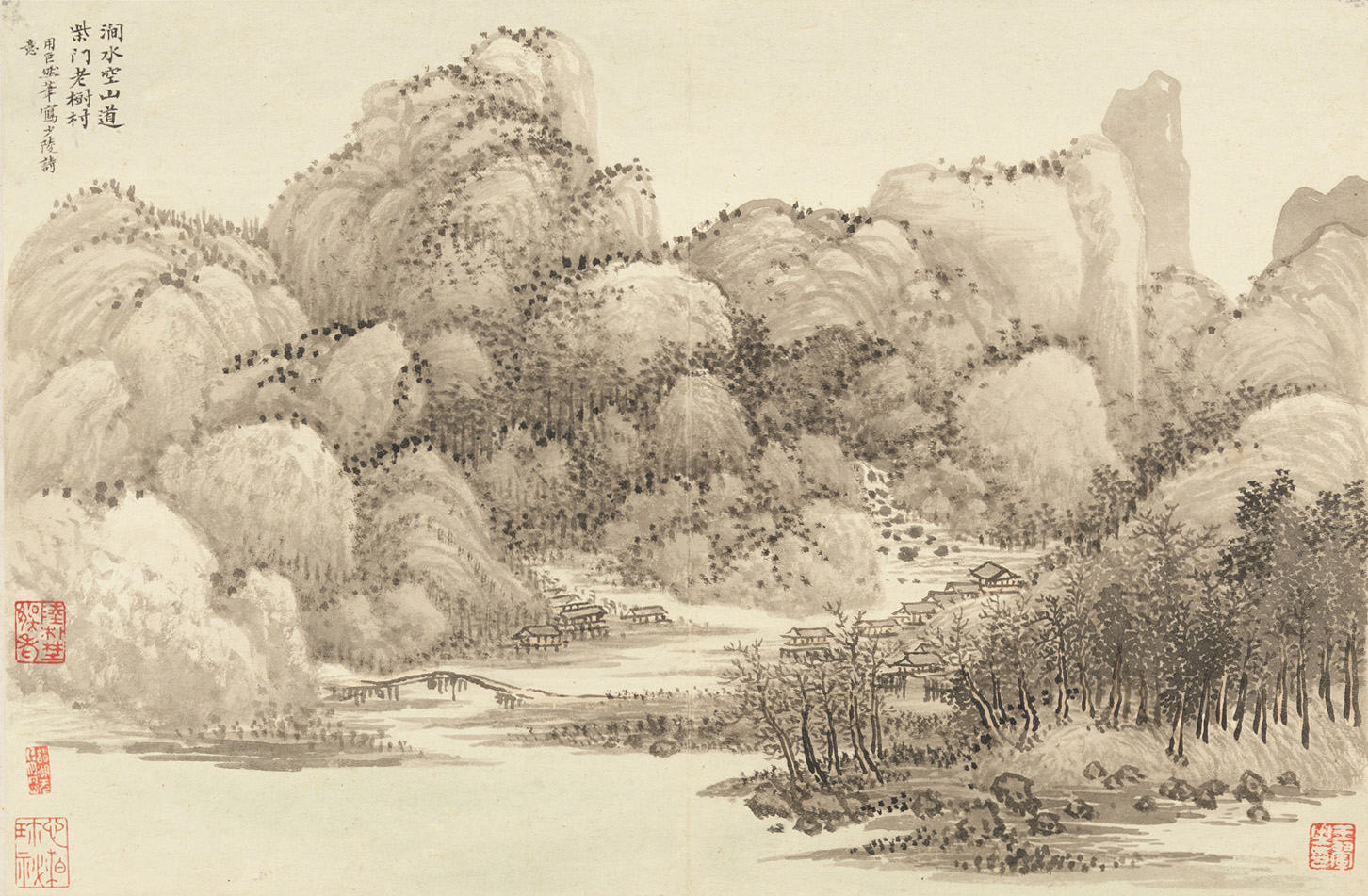
仿古山水圖冊

## 家族
王时敏出身娄东王氏，为北宋宰相王旦之后。其家从祖父王锡爵方始显贵，祖父以榜眼官至内阁首辅，父亲名列鼎甲，人称“父子榜眼”。王时敏膝下九子，除有二子早夭外，其余皆有成就，康熙九年（1670年），八子王掞与爱孙王原祁同中进士，为人称道。后王掞官至文渊阁大学士兼礼部尚书，王原祁亦深得康熙帝器重，入值南书房，主持绘制《万寿盛典图》。

## 延伸阅读
[在维基数据编辑]
 《清史稿·卷504》，出自趙爾巽《清史稿》
 在维基共享资源阅览影像